# Uraecha oshimana
Uraecha oshimana är en skalbaggsart som beskrevs av Stefan von Breuning 1954. Uraecha oshimana ingår i släktet Uraecha och familjen långhorningar. Inga underarter finns listade i Catalogue of Life.